# Ressons-sur-Matz
Ressons-sur-Matz è un comune francese di 1 632 abitanti situato nel dipartimento dell'Oise della regione dell'Alta Francia.

## Società

### Evoluzione demografica
Abitanti censiti